# Lieja-Bastoña-Lieja 2006
La Lieja-Bastoña-Lieja 2006, 92.ª edición de la carrera, se disputó el 23 de abril de 2006 sobre un recorrido de 262 km de Lieja a Ans y que fue ganada por el español Alejandro Valverde.

## Equipos participantes
24 equipos fueron los que tomaron la salida en la edición de 2006 de la Lieja-Bastoña-Lieja.
| N.      | Cod. | Equipo                 |
| ------- | ---- | ---------------------- |
| 1-8     | LSW  | Liberty Seguros-Würth  |
| 11-18   | CSC  | Team CSC               |
| 21-28   | TMO  | T-Móvil Team           |
| 31-38   | RAB  | Rabobank               |
| 41-48   | GST  | Team Gerolsteiner      |
| 51-58   | QSI  | Quick Step-Innergetic  |
| 61-68   | LAM  | Lampre-Fondital        |
| 71-78   | DSC  | Discovery Channel Team |
| 81-88   | DVL  | Davitamon-Lotto        |
| 91-98   | PHO  | Phonak Hearing Systems |
| 101-108 | CEI  | Caisse de Epargne      |
| 111-118 | MRM  | Team Milram            |
| 121-128 | C.A  | Crédit Agrícolas       |

| N.      | Cod. | Equipo                            |
| ------- | ---- | --------------------------------- |
| 131-138 | COF  | Cofidis, las Crédit par Téléphone |
| 141-148 | FDJ  | Française des Jeux                |
| 151-158 | EUS  | Euskaltel-Euskadi                 |
| 161-168 | SDV  | Saunier Duval-Prodir              |
| 171-178 | BTL  | Bouygues Télécom                  |
| 181-188 | LIQ  | Liquigas                          |
| 191-198 | A2R  | AG2R Prévoyance                   |
| 201-208 | UNI  | Unibet.com                        |
| 211-218 | JAC  | Topsport Vlaanderen               |
| 221-228 | LAN  | Landbouwkrediet-Colnago           |
| 231-238 | BAR  | Barloworld                        |
| 241-248 | AGR  | Agritubel                         |

## Clasificación final
| Pos. | Corredor           | Equipo        | Tiempo   |
| ---- | ------------------ | ------------- | -------- |
| 1    | Alejandro Valverde | C. de Epargne | 6h21'32" |
| 2    | Paolo Bettini      | Quick Step    | s.t.     |
| 3    | Damiano Cunego     | Lampre        | s.t.     |
| 4    | Patrik Sinkewitz   | T-Móvil       | s.t.     |
| 5    | Michael Boogerd    | Rabobank      | s.t.     |
| 6    | Martín Perdiguero  | Phonak        | s.t.     |
| 7    | Fränk Schleck      | CSC           | s.t.     |
| 8    | Chris Horner       | Davitamon     | s.t.     |
| 9    | Danilo Di Luca     | Liquigas      | a 4"     |
| 10   | Ivan Basso         | CSC           | a 7"     |